# Carolina Yutrovic
Inés Carolina Yutrovic (Salta, 12 de septiembre de 1964) es una política argentina del Partido Social Patagónico, que se desempeña como diputada nacional por la provincia de Tierra del Fuego, Antártida e Islas del Atlántico Sur desde 2019.

## Carrera
Ocupó varios cargos en el gobierno de la provincia de Tierra del Fuego, Antártida e Islas del Atlántico Sur durante el gobierno de Fabiana Ríos, fundadora y líder del Partido Social Patagónico (PSP). Se desempeñó como subsecretaria del Ministerio de Trabajo provincial de 2009 a 2011 y fue nombrada ministra de Trabajo en 2012. Luego fue ministra de Industria e Innovación Productiva entre 2012 y 2015. Tras el fin de la gobernación de Ríos en 2015, fue subsecretaria de Administración de Planificación e Inversión Pública en el gobierno municipal de Ushuaia entre 2016 y 2019.
Se postuló a diputada nacional por Tierra del Fuego en las elecciones legislativas de 2017, siendo la segunda candidata en la lista del Frente Cívico y Social —coalición del PSP, el Partido de la Victoria, el Partido de la Concertación FORJA, el Partido Humanista y Nuevo Encuentro—, detrás de Martín Alejandro Pérez. La lista fue la más votada con el 29,99% de los votos, pero no fue suficiente para que Yutrovic superara el recorte del sistema D'Hondt.
En 2019, Pérez fue elegido intendente de Río Grande (Tierra del Fuego) y Yutrovic asumió como diputada en su lugar, para completar su mandato hasta 2021. Prestó juramento el 19 de diciembre de 2019. Pasó a formar parte del recién creado bloque del Frente de Todos. Yutrovic se convirtió en la primera (y hasta la fecha, la única) miembro del PSP en ser elegida al Congreso. Como diputada, fue partidaria del proyecto de ley de Interrupción Voluntaria del Embarazo de 2020, que legalizó el aborto en Argentina.
Es secretaria de la comisión de Industria y vocal en las comisiones de Energía y Combustibles; de Intereses Marítimos, Fluviales, Pesqueros y Portuarios; y de Vivienda y Ordenamiento Urbano.
Antes de las elecciones primarias de 2021, fue confirmada como la primera precandidata en la lista del Frente de Todos en Tierra del Fuego.